# Rồng Trung Hoa

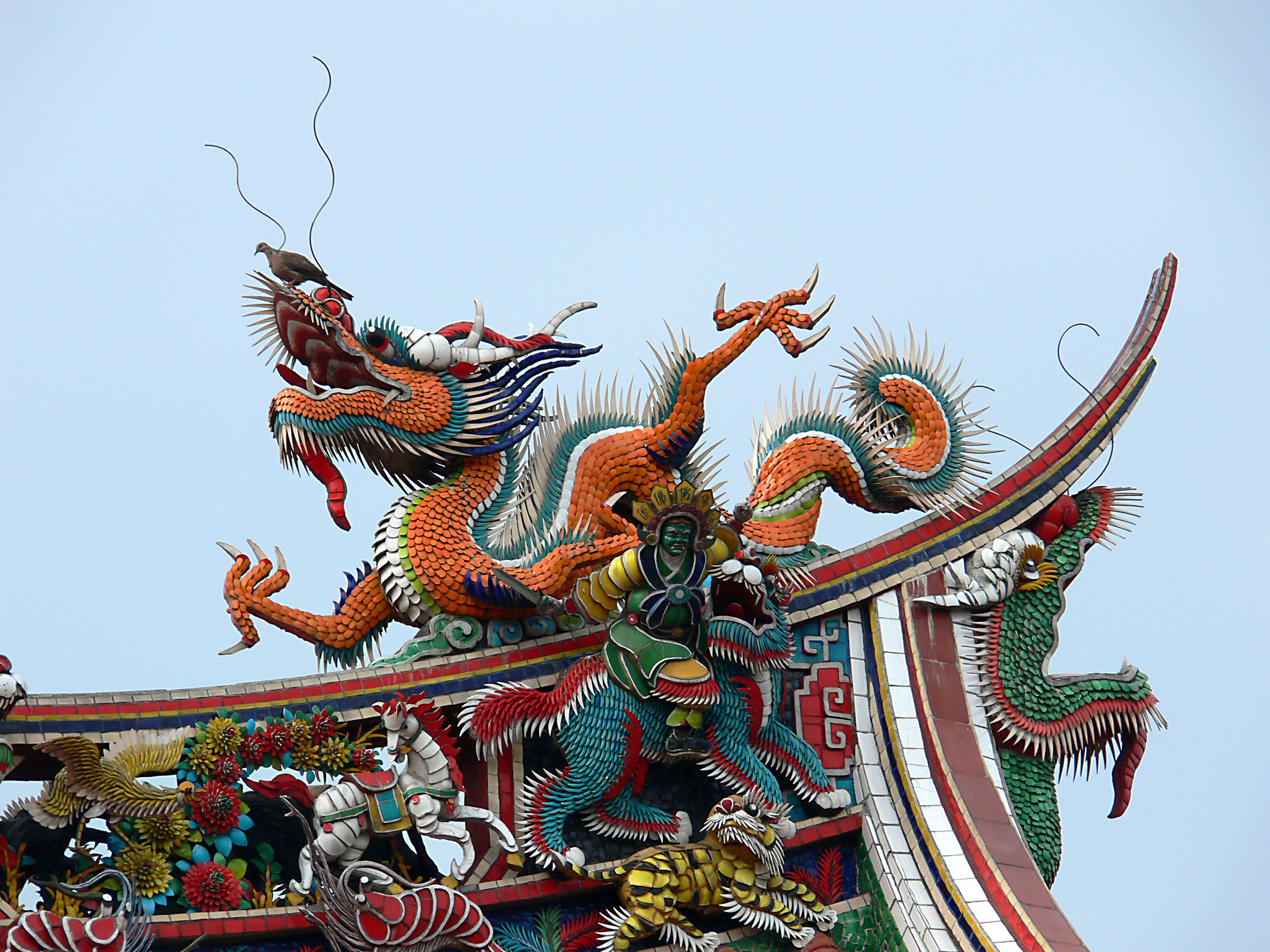
Rồng kiểu Trung Hoa trên một ngôi chùa ở Trung Quốc, có đầu và mõm khá dài, mũi nhỏ so với Rồng Việt Nam.

Rồng Trung Quốc (chữ Hán phồn thể: 龍 chữ Hán giản thể: 龙 âm Hán Việt: long) là một sinh vật huyền thoại trong thần thoại Trung Hoa, văn hóa dân gian Trung Quốc và văn hóa Trung Quốc nói chung. Rồng Trung Quốc có nhiều hình dạng giống động vật như rùa và cá, nhưng thường được miêu tả là giống loài rắn, thân có vảy như vảy cá, có đầu như đầu sư tử, bốn chân có móng vuốt. Các học giả đã xác định bốn giả thuyết đáng tin cậy về nguồn gốc của rồng Trung Quốc: rắn, cá sấu Dương Tử, sấm sét và sự tôn thờ thiên nhiên. Theo truyền thống, chúng tượng trưng cho sức mạnh mạnh mẽ, uy quyền và tốt lành, đặc biệt là kiểm soát nước, mưa, bão và lũ lụt. Rồng còn là biểu tượng của quyền lực, sức mạnh và sự may mắn cho người xứng đáng trong văn hóa Á Đông. Trong thuật ngữ âm dương thì rồng là dương còn phượng hoàng là âm. Đây là một trong 12 con giáp.
Rồng là biểu tượng của các hoàng đế Trung Hoa, với chữ long được ghép với các danh từ chỉ vua Trung Hoa (long thể, long bào, long sàn, long nhan). Trong tiếng Trung, rồng được dùng để chỉ những người tài hoa, kiệt xuất, ngược lại những người hèn kém được so với con giun. Ví dụ thành ngữ Vọng tử thành long (望子成龙) nghĩa là hy vọng con trai mình là người thành đạt.
Hình tượng rồng Trung Quốc đã ảnh hưởng tới một số lượng lớn các nước châu Á, chẳng hạn như ở Hàn Quốc, Việt Nam và Nhật Bản. Con rồng trắng trên quốc kỳ Bhutan hiện đại là một con rồng kiểu Trung Quốc cổ điển.

Con rồng